# Mattie Lubchansky
Mattie Lubchansky es una persona dedicada a la caricatura y la ilustración estadounidense que se especializa en cómics satíricos sobre la política estadounidense. Lubchansky es una persona no binariay utiliza los pronombres they/them desde 2017.

## Carrera
Lubchansky primero estudió ingeniería y trabajó en construcción antes de convertirse en dibujante.
Lubchansky ha publicado tiras de prensa en The Nib, donde trabajó en la edición asociada, así como en otros sitios como Current Affairs, The Daily Dot y Jewish Currents.En 2016 publicó el libro Dad Magazine junto con Jaya Saxena. Su trabajo consiste principalmente en tiras cortas de cuatro paneles, y su labor editorial también se centra principalmente en las tiras. Ha sido finalista del Premio Herblock 2020. Su libro de 2021 The Antifa Super Soldier Cookbook (en español: El libro de cocina del super soldado antifa) parodia las teorías conspirativas de la derecha sobre los activistas Antifa en los Estados Unidos. Una reseña en Fast Company describió que Lubchansky "puede haber creado la obra definitiva de sátira sobre la mentalidad conservadora." En 2022, la revista Print incluyó a Lubchansky uno de cinco caricaturistas políticos a seguir en Instagram, escribiendo: "Les encanta jugar con conceptos surrealistas, inspirados en la ciencia ficción, y tienen un don para hacer que la distopía parezca al menos un poco divertida".
Su primera novela gráfica completa, Boys Weekend, se publicó en 2023 y fue considerada por NPR y el Washington Post como una de las mejores novelas gráficas del año.
La tipografía utilizada en sus cómics está inspirado en su caligrafía y se llama "Lubhand".

## Publicaciones
Además de sus tiras cómicas, publicadas en su mayoría en The Nib, Lubchansky escribe un webcómic, Please Listen To Me, desde 2010.
También ha escrito o ilustrado varios libros:
- Dad Magazine, con la co-autora Jaya Saxena (Quirk, 2016)[17][18][19] ISBN 978-1594748646
- Skeleton Party (autopublicado, 2016)[17]
- The Antifa Super Soldier Cookbook (Silver Sprocket, 2021)[6][20][21] ISBN 978-1-945509-64-3
- Flash Forward: An Illustrated Guide to Possible (And Not So Possible) Tomorrows, co-escrito con Rose Eveleth y Sophie Goldstein (Abrams Books, 2021)[22] ISBN 9781419745478
- Boys Weekend (Pantheon, 2023)[23][24]